# Франц-Иосиф-фьорд
Франц-Иосиф-фьорд (дат. Kejser Franz Josef Fjord, гренл. Kangerluk Kejser Franz Joseph) — фьорд в восточной Гренландии на территории Гренландского национального парка.
Фьорд является частью бухты Фостер, которая, в свою очередь, является частью Гренландского моря. Длина Франц-Иосиф-фьорда составляет 200 километров, максимальная ширина — 25 километров. Чуть южнее устья фьорда расположены крупные острова Географического Общества и Имер, истоком фьорда является ледник Вальтерсхаузен. Достопримечательностью фьорда является гора необычной формы и с необычным названием — Тойфельсшлосс (нем. Teufelsschloss — «За́мок дьявола»).
Фьорд был открыт и частично исследован Второй Немецкой полярной экспедицией в 1869—1870 годах. Был назван в честь Франца Иосифа I, императора Австро-Венгрии, который и выделил деньги на это путешествие.
С 1920-х годов в район Франц-Иосиф-фьорда совершают путешествия палеозоологи, которые добывают там и изучают останки древних животных, существовавших в период выхода жизни из океана на сушу.
Ныне посещение фьорда является пунктом морского круиза Акюрейри (Исландия) — Лонгйир (Шпицберген).

## Галерея

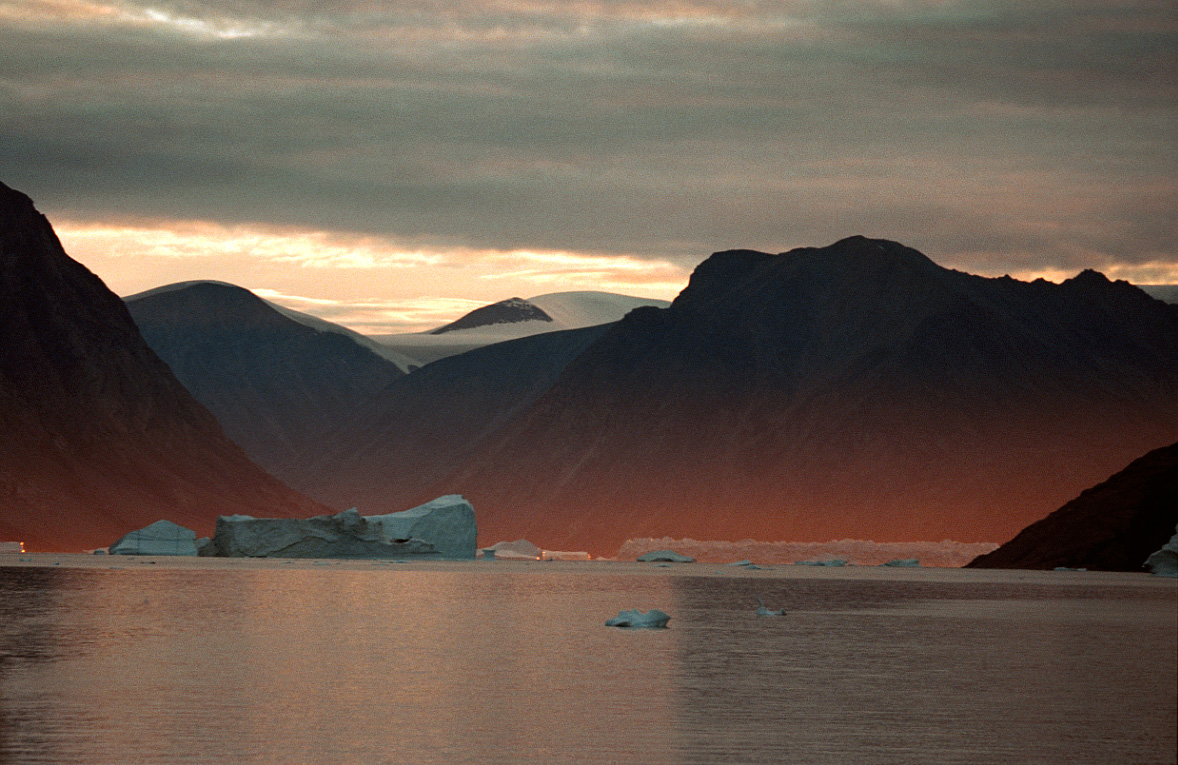
Закат
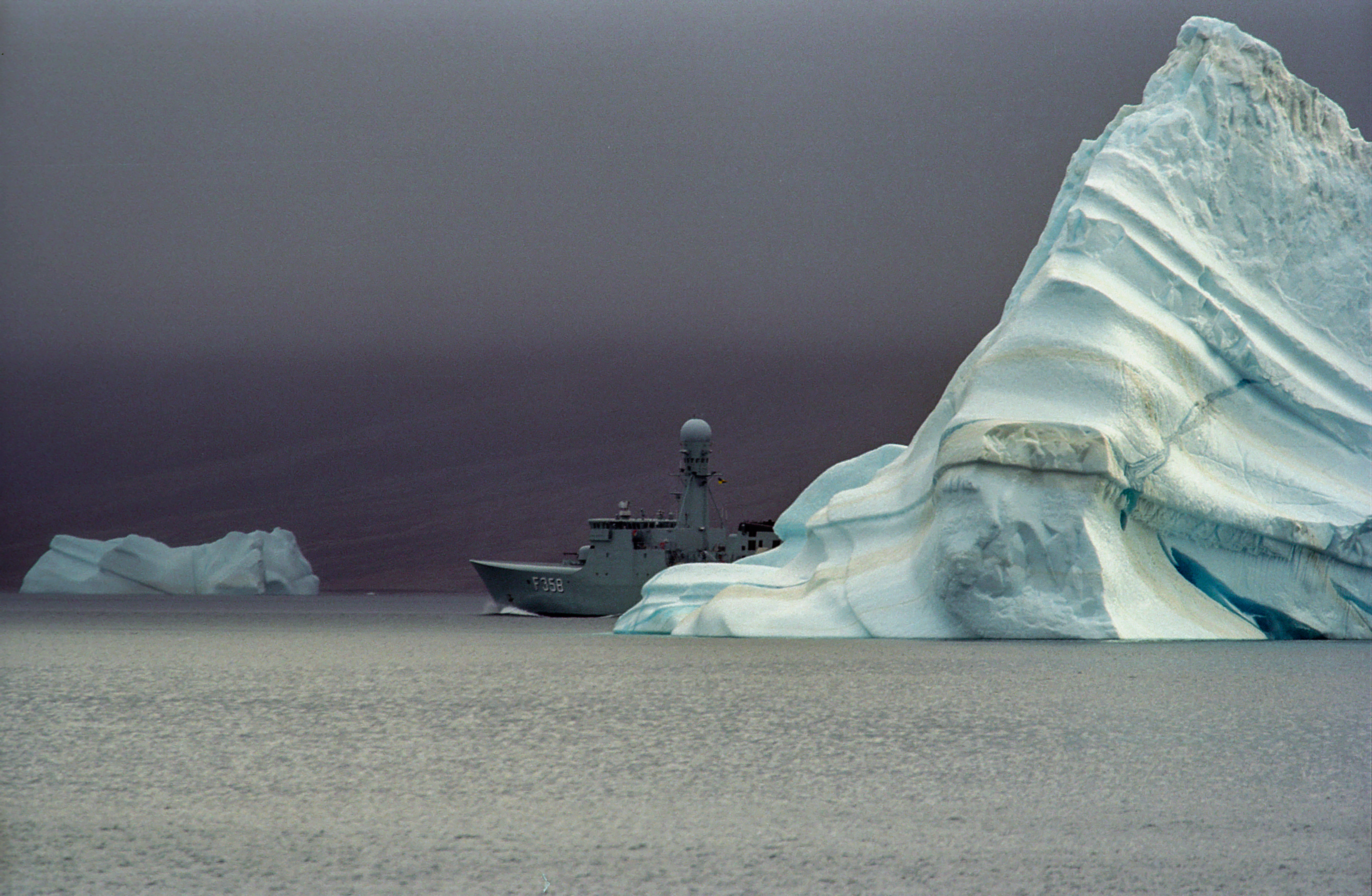
Айсберги и «Тритон»[дат.]
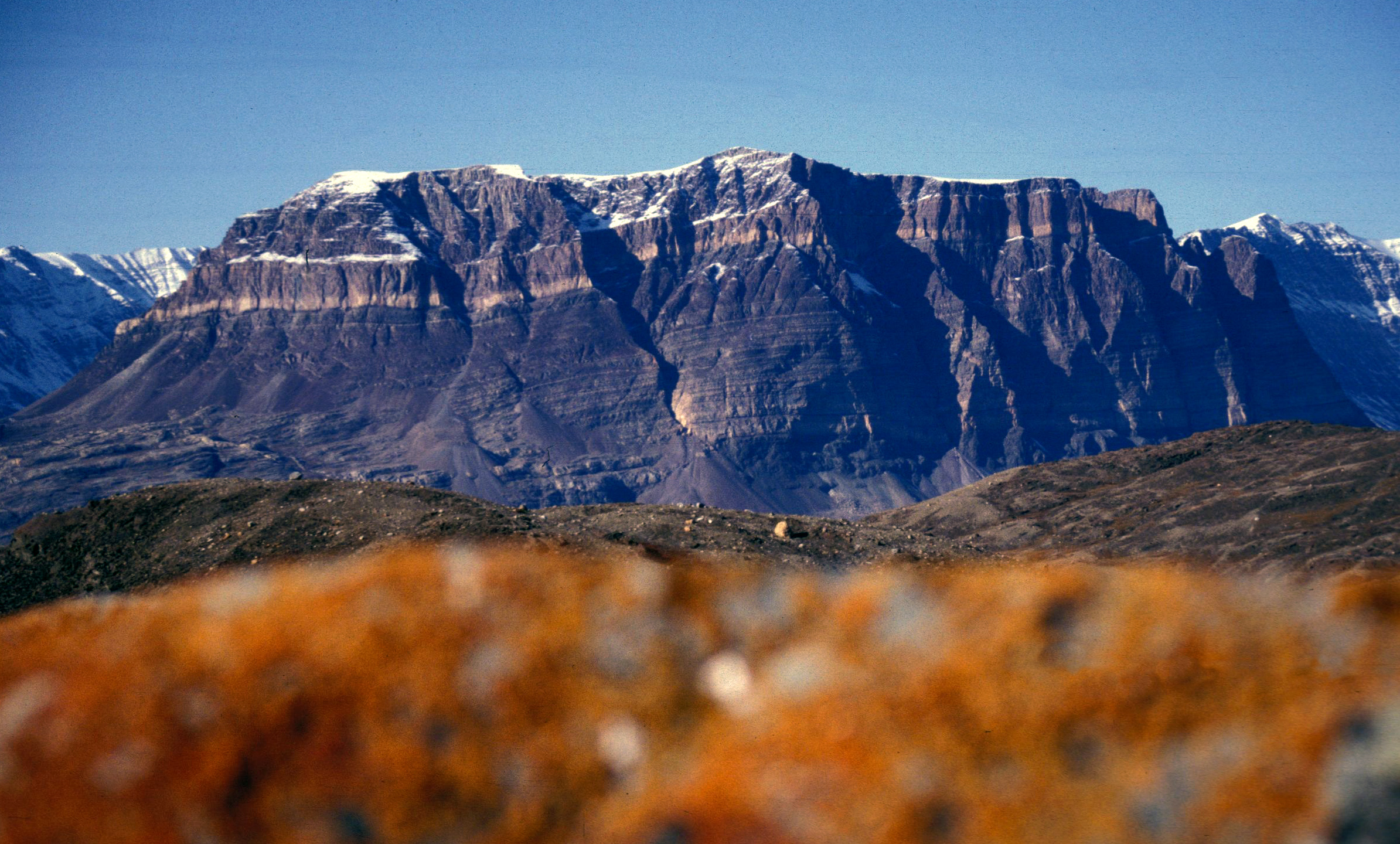
Тойфельсшлосс (за́мок дьявола)